# 月月火水木金金

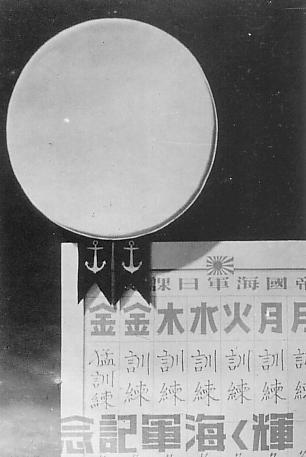
海軍のポスターで取り上げられた「月月火水木金金」

月月火水木金金（げつげつかすいもくきんきん）とは、土日返上で働くという意味を表す民間的表現である。
本ページでは軍歌「月月火水木金金」についても記述する。

## 民間的表現の由来
もとは大日本帝国海軍で用いられたのが始まりである。
海軍は日露戦争勝利後も、「勝って兜の緒を締めよ」と休日返上で猛訓練を行っていた。1908年（明治41年）に津留雄三（当時海軍大尉、のち海軍大佐）が、「これでは、まるで月月火水木金金じゃないか」とふと同僚に漏らした言葉が、やがて海軍中に広まったものとされる。
戦時中には、勤務礼賛の意味で国民の間で広く使われた。

## 軍歌「月月火水木金金」
軍歌「月月火水木金金」は、上記を元にした日本の軍歌である。日々艦隊勤務に打ち込む海の男の手で日本軍艦が勇ましく太平洋を進む様を、海軍軍事普及部高橋俊策海軍中佐が作詞、海軍軍楽隊出身の江口源吾（江口夜詩）が作曲した。
この曲は、1940年（昭和15年）11月新譜（10月20日発売）として、海軍省海軍軍事普及部推薦曲として内田栄一、ヴォーカルフォア合唱団の歌でポリドール・レコードから発売されたものの、当初は全く売れなかったという（初版は700枚、返品率は7割）。しかし、日本放送協会職員のミスによるラジオ放送がきっかけとなり、またたく間に流行歌として広く国民の間に親しまれるようになったというエピソードがある。累計で40万枚を売り上げた。
なお、発売当時のレーベル表記・文句紙（歌詞カード）・新譜月報は全て「艦隊勤務月月火水木金金」であり、1942年（昭和17年）6月新譜の管絃樂レコードの表記も同じである（JASRACデータベースでは「月月火水木金金」が正式な曲名）。
1943年（昭和18年）8月〜1944年（昭和19年）8月のレコードの販売枚数は2万2000枚。
軍・民間問わず替え歌のバリエーションも豊かであった。
若山彰、伊藤久男による戦後の新録音もある。
作詞の高橋俊策、作曲の江口夜詩ともに、日本国において著作権は有効である。

### 収録曲
規格品番はP-5060。

### ザ・ドリフターズ
ザ・ドリフターズは軍歌もレパートリーとしており、この曲も歌ってレコード化した（アルバム『ドリフの軍歌だよ全員集合!!』に収録）。また、「ドリフ大爆笑」（フジテレビ）のOPテーマは開始した1977年に、この曲の替え歌を使用していた。他、「8時だョ!全員集合」(TBS)が半年間休止していた時期に日本テレビで放送された「日曜日だョ!ドリフターズ!!」（1971年（昭和46年））のOP・EDテーマにも、この曲の替え歌が使われていた。

## その他
- ポニーキャニオンより発売されている「アヒルのワルツ」（作詞・作曲：横尾嘉信 / 歌：マユミーヌ）ではこれと異なる「月月火水木金土」という言い回しが歌詞中に含まれている[5]。
- 井上ひさしの小説「握手」の作中には、「大日本帝国の七曜表は月月火水木金金。この国には土曜も日曜もありゃせんのだ」という台詞がある[6]。
- 二階堂ヒカル原作の漫画「あおざくら 防衛大学校物語」の作中で、登場人物の一人である武井寅明が、カラオケで同曲を歌唱するシーンがある。